# Rafael Gutiérrez Aldaco
Rafael Gutiérrez Aldaco (nacido el 8 de mayo de 1967 en Guadalajara, Jalisco, México) es un futbolista mexicano retirado que jugaba en la posición de defensa. 
Padre de Rafael Gutiérrez Castro 

## Clubes
| Club                     | País   | Año         |
| ------------------------ | ------ | ----------- |
| Chivas de Guadalajara    | México | 1987 - 1990 |
| Leones Negros            | México | 1990 - 1994 |
| Club de Fútbol Monterrey | México | 1994 - 1997 |
| Atlético Celaya          | México | 1997 - 2002 |

## Selección nacional

### Partidos con la Selección
| # | Fecha              | Rival  | Sede    | Estadio          | Resultado           | Competición              |
| - | ------------------ | ------ | ------- | ---------------- | ------------------- | ------------------------ |
| 1 | 13 de mayo de 1990 | Canadá | Burnaby | Swangard Stadium | Canadá 2 - 1 México | Copa Norteamericana 1990 |